# Nutreco
Nutreco est une entreprise néerlandaise qui faisait partie de l'indice AMX. Elle fabrique de la nourriture pour divers animaux.

## Historique
Nutreco est issue d'une scission des activités des activités de nutritions pour animaux de  BP en 1994.
En décembre 2014, Nutreco acquiert Fatec et BRNova, deux entreprises brésiliennes de nutritions pour les animaux pour un montant non révélé.